# Hans Kieffer
Pour les articles homonymes, voir Kieffer.
Hans Josef Kieffer (1900-1947) fut, pendant la Seconde Guerre mondiale, le deuxième homme de la Gestapo en France.

## Éléments biographiques
Hans Kieffer naît le 4 décembre 1900 à Offenbourg (Grand-duché de Bade). Il est policier professionnel à Karlsruhe. En 1940, il vient à Paris avec le deuxième Kommando de la Sipo-SD. Il devient l’adjoint du Sturmbannführer Karl Bömelburg, qui est responsable de la Gestapo en France. Sa secrétaire et maîtresse, Käte Goldmann, est aussi son bras droit. Ses services sont situés successivement au 11, rue des Saussaies, puis, en février 1943, au 84, avenue Foch.
Chargé particulièrement de la lutte contre la Résistance, il provoque l'effondrement de nombreux réseaux du Special Operations Executive britannique. En utilisant des émetteurs radio clandestins récupérés lors des arrestations, il organise des Funkspiele (jeux radio), destinés à provoquer de nouveaux envois d'armes parachutées (aussitôt récupérées) et de nouvelles arrivées d'agents secrets britanniques (aussitôt arrêtés et déportés). Pour cela, il est aidé par Josef Götz et Josef Placke.
Il est condamné à mort par un tribunal militaire britannique le 7 mars 1947 à Wuppertal, et pendu le 26 juin 1947 à la prison de Hamelin en Basse-Saxe. Cette prison servit aux forces d'occupation britanniques pour y interner des criminels de guerre. Outre Kieffer, plusieurs autres y furent pendus, comme Irma Grese et Josef Kramer.

### Sources et liens externes
- Patrice Miannay, Dictionnaire des Agents doubles dans la résistance, Le cherche-midi, 2005.
- John Vader, Nous n'avons pas joué, l'effondrement du réseau Prosper 1943, traduction, notes et annexes de Charles Le Brun, Le Capucin, 2002. Ce livre est la traduction française du livre (en) Prosper double-cross, Sunrise Press, 1977.
- Gérard Chauvy, Histoire secrète de l’Occupation, éditions Payot, 1991
- M. R. D. Foot et Jean-Louis Crémieux-Brilhac (avant-propos et notes) (trad. de l'anglais par Rachel Bouyssou), Des Anglais dans la Résistance : le service secret britannique d'action (SOE) en France, 1940-1944, Paris, Tallandier, 2008, 799 p. (ISBN 978-2-84734-329-8, OCLC 319951396). Traduction en français par Rachel Bouyssou de (en) SOE in France. An account of the Work of the British Special Operations Executive in France, 1940-1944, Londres, Her Majesty's Stationery Office, 1966, 1968 ; Whitehall History Publishing, en association avec Frank Cass, 2004.Ce livre présente la version « officielle » britannique de l’histoire du SOE en France. Une référence essentielle sur le sujet du SOE en France.